# CONCACAF Champions' Cup 1969
La CONCACAF Champions' Cup 1969 è stata la 5ª edizione della massima competizione calcistica per club centronordamericana, la CONCACAF Champions' Cup.

## Primo turno
| Squadra 1        | Totale | Squadra 2                   | Andata | Ritorno |
| ---------------- | ------ | --------------------------- | ------ | ------- |
| Saprissa         | 5-1    | Motagua                     | 4-0    | 1-1     |
| Comunicaciones   | 4-1    | Universidad Centroamericana | 1-1    | 3-0     |
| Águila           | 5-3    | Jong Colombia               | 3-1    | 2-2     |
| Somerset Trojans | 6-1    | Violette                    | 1-1    | 5-0     |

## Secondo turno
| Squadra 1 | Totale | Squadra 2        | Andata | Ritorno |
| --------- | ------ | ---------------- | ------ | ------- |
| Toluca    | 1-0    | Cruz Azul        | 0-0    | 1-0     |
| Águila    | 4-7    | Comunicaciones   | 2-5    | 2-2     |
| Saprissa  | 7-0    | Somerset Trojans | 3-0    | 4-0     |

## Terzo turno
| Squadra 1 | Totale | Squadra 2 | Andata | Ritorno |
| --------- | ------ | --------- | ------ | ------- |
| Saprissa  | 3-4    | Cruz Azul | 2-2    | 1-2     |

## Finale
| Guatemala 1969-09-18 | Comunicaciones | 0 – 0 | Cruz Azul | Città del Guatemala |

| Messico 1969-09-30                                           | Cruz Azul | 1 – 0 | Comunicaciones | Città del Messico (30,000 spett.) |
| \| \| \| \| \| Juan Manuel Alejándrez 82’ \| Marcatori \| \| |           |       |                |                                   |
|                                                              |           |       |                |                                   |
| Juan Manuel Alejándrez 82’                                   | Marcatori |       |                |                                   |